# Erioptera divisa
Erioptera divisa là một loài ruồi trong họ Limoniidae. Chúng phân bố ở miền Cổ bắc.